# Anomalon confertum
Anomalon confertum là một loài tò vò trong họ Ichneumonidae.